# Morti il 24 marzo
| Questa pagina contiene informazioni ricavate automaticamente dalle voci biografiche con l'ausilio del template Bio e di un bot. L'aggiornamento è periodico e automatico e ricostruisce completamente la pagina. Se manca una persona in questa lista, sei pregato di non aggiungerla, ma accertati piuttosto che la sua voce biografica contenga il template Bio e che i dati anagrafici siano correttamente compilati. Se il template Bio manca, inseriscilo tu stesso o, in alternativa, metti l'avviso {{tmp\|Bio}} che ne segnala la mancanza. Se i dati riportati sono sbagliati, correggi direttamente la voce biografica; le modifiche saranno visibili in questa lista entro pochi giorni. Per chiarimenti vedi il progetto biografie. La lista contiene solo le 556 persone che sono citate nell'enciclopedia e per le quali è stato implementato correttamente il template Bio. Pagina aggiornata al 13 ago 2025. |

## IX secolo(2)
- 809 - Hārūn al-Rashīd, califfo (n. 766)
- 832 - Wulfred, arcivescovo cattolico

## XI secolo(1)
- 1070 - Aldemaro di Capua, abate e santo italiano (n. 985)

## XIII secolo(6)
- 1224 - Corrado III di Scharfenberg, vescovo cattolico tedesco
- 1266 - Bernardo di Botone, giurista italiano
- 1275 - Beatrice d'Inghilterra, nobile (n. 1242)
- 1284 - Ugo III di Cipro, re (n. 1235)
- 1290 - Giovanni del Bastone, presbitero italiano
- 1295 - Gaykhatu, mongolo

## XIV secolo(5)
- 1381 - Caterina di Svezia, religiosa svedese
- 1386 - Giovanni I d'Alvernia, conte francese
- 1394 - Costanza di Castiglia, principessa spagnola (n. 1354)
- 1399 - Margaret, duchessa di Norfolk, nobildonna britannica
- 1400 - Fiorenzo Radewijn, mistico olandese (n. 1350)

## XV secolo(9)
- 1435 - Marsilio da Carrara di Francesco Novello, condottiero italiano
- 1437 - Jean de la Rochetaillée, cardinale e patriarca cattolico francese
- 1443 - James Douglas, VII conte di Douglas, nobile scozzese (n. 1371)
- 1446 - Tommaso Tommasini, vescovo cattolico italiano
- 1454 - Nicolò Amidano, arcivescovo cattolico italiano
- 1455 - Papa Niccolò V, papa, vescovo cattolico e cardinale italiano (n. 1397)
- 1463 - Prospero Colonna, cardinale italiano
- 1493 - Francesco di Simone Ferrucci, scultore italiano (n. 1437)
- 1499 - Edward Stafford, II conte di Wiltshire, nobile inglese (n. 1470)

## XVI secolo(12)
- 1513 - Şehzade Ahmed, principe ottomano (n. 1466)
- 1520 - Alessandro Simeoni da Carnasciale, nobile e condottiero italiano
- 1528 - Andrea Marone, umanista e poeta italiano
- 1529 - Jacob Godebrye, cantore e compositore fiammingo
- 1530 - Bona Bevilacqua, nobildonna italiana
- 1554 - Rodolfo II Baglioni, condottiero e politico italiano (n. 1518)
- 1557 - Ascanio I Colonna, nobile italiano (n. 1500)
- 1558 - Anna di Egmont, nobildonna tedesca (n. 1533)
- 1561 - Giulio d'Este, nobile italiano (n. 1478)
- 1568 - Pandolfo della Stufa, politico italiano (n. 1500)
- 1592 - Mariano de Racciaccaris, vescovo cattolico italiano
- 1597 - Giovanni Bernardino Bonifacio, umanista italiano (n. 1517)

## XVII secolo(11)
- 1602 - Ii Naomasa, generale giapponese (n. 1561)
- 1603 - Elisabetta I d'Inghilterra, regina (n. 1533)
- 1619 - Robert Rich, I conte di Warwick, conte britannico (n. 1559)
- 1630 - Isaiah Horowitz, rabbino e religioso boemo (n. 1565)
- 1644 - Cecilia Renata d'Asburgo, sovrana (n. 1611)
- 1653 - Alphonse-Louis du Plessis de Richelieu, cardinale e arcivescovo francese (n. 1582)
- 1654 - Samuel Scheidt, compositore e organista tedesco (n. 1587)
- 1657 - Partenio III di Costantinopoli, arcivescovo ortodosso greco
- 1674 - Giuseppe Campanile, genealogista italiano
- 1682 - Federico di Württemberg-Neuenstadt, duca (n. 1615)
- 1684 - Pieter de Hooch, pittore olandese (n. 1629)

## XVIII secolo(23)
- 1704 - Ichikawa Danjūrō I, attore teatrale e scrittore giapponese (n. 1660)
- 1713 - Toussaint de Forbin-Janson, cardinale e vescovo cattolico francese (n. 1631)
- 1721 - Michele Esterházy, ungherese (n. 1671)
- 1731 - Giacomo Boncompagni, cardinale e arcivescovo cattolico italiano (n. 1652)
- 1732 - Giovanni Battista Pastorini, poeta e presbitero italiano (n. 1650)
- 1742 - Pierre Sabatier, letterato francese (n. 1682)
- 1751 - János Pálffy, generale austriaco (n. 1664)
- 1752 - Francesco Polazzo, pittore italiano (n. 1682)
- 1759 - Henry Hawley, generale inglese (n. 1679)
- 1759 - Louis-Joseph Le Lorrain, pittore, incisore e decoratore francese (n. 1715)
- 1767 - Antonio Andrea Galli, cardinale italiano (n. 1697)
- 1771 - William Shirley, politico britannico (n. 1694)
- 1773 - Stephen Leake, numismatico, genealogista e araldista britannico (n. 1702)
- 1773 - Philip Stanhope, IV conte di Chesterfield, nobile e politico inglese (n. 1694)
- 1776 - John Harrison, orologiaio e inventore inglese (n. 1693)
- 1779 - Girolamo Enrico Beltramini-Miazzi, vescovo cattolico italiano (n. 1738)
- 1792 - Hamengkubuwono I, sovrano indonesiano (n. 1717)
- 1794 - Anacharsis Cloots, nobile e rivoluzionario prussiano (n. 1755)
- 1794 - Jacques-René Hébert, giornalista e rivoluzionario francese (n. 1757)
- 1794 - Antoine-François Momoro, rivoluzionario, editore e giornalista francese (n. 1756)
- 1794 - Charles Philippe Ronsin, generale e drammaturgo francese (n. 1751)
- 1794 - François-Nicolas Vincent, politico e rivoluzionario francese (n. 1767)
- 1796 - Antonio Caballero y Góngora, arcivescovo cattolico spagnolo (n. 1723)

## XIX secolo(62)
- 1801 - Diego Giuseppe da Cadice, presbitero spagnolo (n. 1743)
- 1805 - Luigi I del Liechtenstein, principe (n. 1759)
- 1811 - Antonio De Boni, architetto italiano (n. 1739)
- 1812 - Johann Jakob Griesbach, filologo e biblista tedesco (n. 1745)
- 1816 - Carlo Amoretti, naturalista, agronomo e traduttore italiano (n. 1741)
- 1816 - Federico Augusto di Nassau-Usingen, duca (n. 1738)
- 1819 - Maurizio del Liechtenstein, generale austriaco (n. 1775)
- 1820 - Jean-Baptiste-René Robinet, filosofo e naturalista francese (n. 1735)
- 1821 - Johann Abraham Albers, medico tedesco (n. 1772)
- 1823 - Nicholas Diddams, ingegnere britannico (n. 1760)
- 1826 - Georg Nikolaus Nissen, diplomatico e scrittore danese (n. 1761)
- 1830 - Eustachio Dentice, arcivescovo cattolico italiano (n. 1766)
- 1832 - Maria Anna Carolina di Sassonia, sovrana italiana (n. 1799)
- 1834 - Alessio Federico Cristiano di Anhalt-Bernburg, principe tedesco (n. 1767)
- 1837 - Stefano Ignazio Melchioni, ingegnere e architetto svizzero (n. 1765)
- 1838 - Thomas Attwood, compositore e organista inglese (n. 1765)
- 1844 - Bertel Thorvaldsen, scultore danese (n. 1770)
- 1847 - Antoine Drouot, generale francese (n. 1774)
- 1848 - Emanuele Requesens, patriota e politico italiano
- 1849 - Johann Wolfgang Döbereiner, chimico tedesco (n. 1780)
- 1850 - Pietro Brielli, agronomo e politico italiano (n. 1785)
- 1851 - Louis-Antoine Macarel, giurista e avvocato francese (n. 1790)
- 1855 - Benjamin Rolland, pittore francese (n. 1777)
- 1860 - Ii Naosuke, militare giapponese (n. 1815)
- 1860 - Domenico Maria Lo Jacono, vescovo cattolico italiano (n. 1786)
- 1866 - Ferdinando d'Assia-Homburg, nobile (n. 1783)
- 1866 - Maria Amalia di Borbone-Due Sicilie, principessa (n. 1782)
- 1873 - Mary Ann Cotton, serial killer britannica (n. 1832)
- 1873 - Raffaele Zotti, storico italiano (n. 1824)
- 1874 - Gaetano Ferragni, medico, chirurgo e patriota italiano (n. 1813)
- 1876 - Gregorio Misarti, drammaturgo e giornalista italiano (n. 1805)
- 1876 - Antonio Petito, attore teatrale, drammaturgo e regista teatrale italiano (n. 1822)
- 1877 - Walter Bagehot, giornalista britannico (n. 1826)
- 1877 - Léon Belly, pittore francese (n. 1827)
- 1879 - Antonio Berti, medico e politico italiano (n. 1812)
- 1879 - Juan Antonio Pezet, politico peruviano (n. 1809)
- 1881 - Adriano Baldini, pittore, decoratore e ceramista italiano (n. 1810)
- 1881 - Friedrich Karl Franz Hecker, rivoluzionario tedesco (n. 1811)
- 1882 - William Brocius, pistolero statunitense (n. 1845)
- 1882 - Henry Wadsworth Longfellow, scrittore, poeta e traduttore statunitense (n. 1807)
- 1883 - Luigi Bosi, medico italiano (n. 1809)
- 1884 - François-Auguste Mignet, scrittore, storico e giornalista francese (n. 1796)
- 1885 - Alfred Enneper, matematico tedesco (n. 1830)
- 1885 - Joe Goss, pugile inglese (n. 1837)
- 1885 - Ernest Goüin, ingegnere e imprenditore francese (n. 1815)
- 1888 - John Thompson Hoffman, politico statunitense (n. 1828)
- 1888 - Benjamin Piercy, ingegnere gallese (n. 1827)
- 1889 - Franciscus Donders, fisiologo e oculista olandese (n. 1818)
- 1891 - Giovanni Battista Ruffini, militare e politico italiano (n. 1807)
- 1891 - Moritz Richard Schomburgk, botanico tedesco (n. 1811)
- 1892 - Michele De Napoli, pittore e politico italiano (n. 1808)
- 1894 - Verney Lovett Cameron, esploratore britannico (n. 1844)
- 1894 - Illarion Michajlovič Prjanišnikov, pittore russo (n. 1840)
- 1895 - John L. O'Sullivan, giornalista, editore e ambasciatore statunitense (n. 1813)
- 1895 - William Ruschenberger, medico, naturalista e ammiraglio statunitense (n. 1807)
- 1895 - Bertha Valerius, pittrice e fotografa svedese (n. 1824)
- 1897 - Ercole Ferrario, medico, patriota e agronomo italiano (n. 1816)
- 1899 - Marie Goegg-Pouchoulin, attivista svizzera (n. 1826)
- 1899 - Baccio Maineri, scrittore, giornalista e bibliotecario italiano (n. 1831)
- 1899 - Francis Harrison Pierpont, politico statunitense (n. 1814)
- 1899 - Gustav Heinrich Wiedemann, fisico tedesco (n. 1826)
- 1900 - Pasquale Sgrosso, oculista, chirurgo e psichiatra italiano (n. 1856)

## XX secolo(274)
- 1902 - Aaron Samuel French, imprenditore e filantropo statunitense (n. 1823)
- 1902 - Achille Talarico, pittore italiano (n. 1837)
- 1902 - Maria di Nassau-Weilburg, principessa tedesca (n. 1825)
- 1903 - Michelangelo Pittatore, pittore italiano (n. 1825)
- 1903 - Johan Hendrik Weissenbruch, pittore olandese (n. 1824)
- 1904 - Johann von Hinke, ammiraglio austriaco (n. 1837)
- 1905 - Pietro Tacchini, astronomo, astrofisico e meteorologo italiano (n. 1838)
- 1905 - Jules Verne, scrittore francese (n. 1828)
- 1906 - Ferruccio Vivanti, imprenditore italiano (n. 1851)
- 1908 - Spencer Cavendish, VIII duca di Devonshire, nobile e politico britannico (n. 1833)
- 1908 - Emilio Lazzeri, fantino italiano (n. 1865)
- 1909 - Alfred Messel, architetto tedesco (n. 1853)
- 1909 - John Millington Synge, drammaturgo irlandese (n. 1871)
- 1910 - Carlo Mirabello, ammiraglio italiano (n. 1847)
- 1911 - Dragan Cankov, politico bulgaro (n. 1828)
- 1911 - Clotilde Micheli, religiosa italiana (n. 1849)
- 1915 - Margaret Lindsay Huggins, astronoma irlandese (n. 1848)
- 1915 - Karol Olszewski, chimico, matematico e fisico polacco (n. 1846)
- 1915 - Morgan Robertson, scrittore e inventore statunitense (n. 1861)
- 1916 - Herman Gesellius, architetto finlandese (n. 1874)
- 1916 - Enrique Granados, compositore e pianista spagnolo (n. 1867)
- 1917 - John Noble Barlow, pittore inglese (n. 1861)
- 1917 - Charles Chaillé-Long, esploratore statunitense (n. 1842)
- 1917 - Adelaide Pandiani Maraini, scultrice svizzera (n. 1836)
- 1918 - Bernardo Arnaboldi Gazzaniga, politico italiano (n. 1847)
- 1918 - Savva Ivanovič Mamontov, imprenditore e mecenate russo (n. 1841)
- 1918 - Władysław Ślewiński, pittore polacco (n. 1856)
- 1919 - Francesco Orsini Baroni, imprenditore e politico italiano (n. 1837)
- 1920 - Philip A. Herfort, violinista e direttore d'orchestra tedesco (n. 1851)
- 1920 - Maria Antonietta Torriani, scrittrice italiana (n. 1840)
- 1920 - Mary Augusta Ward, romanziera britannica (n. 1851)
- 1921 - James Gibbons, cardinale e arcivescovo cattolico statunitense (n. 1834)
- 1921 - Déodat de Séverac, compositore e organista francese (n. 1872)
- 1922 - Félix Michelet, velista francese (n. 1863)
- 1922 - Cesare Zocchi, scultore e medaglista italiano (n. 1851)
- 1923 - Ellen Franz, attrice e drammaturga tedesca (n. 1839)
- 1924 - Carlo Bernardino Ferrero, scrittore italiano (n. 1866)
- 1926 - Phan Châu Trinh, rivoluzionario e patriota vietnamita (n. 1872)
- 1926 - Sizzo di Schwarzburg, principe tedesco (n. 1860)
- 1926 - Ermanno Stradelli, esploratore, geografo e fotografo italiano (n. 1852)
- 1927 - Elisabetta di Sassonia-Altenburg, nobile tedesca (n. 1865)
- 1928 - Walther Kausch, chirurgo tedesco (n. 1867)
- 1928 - Mindaugas II di Lituania, re (n. 1864)
- 1929 - Luigi Bellincioni, architetto italiano (n. 1842)
- 1930 - Eugeen Van Mieghem, pittore belga (n. 1875)
- 1931 - Charles Clary, attore statunitense (n. 1873)
- 1931 - Robert Edeson, attore statunitense (n. 1868)
- 1932 - Motojirō Kajii, scrittore giapponese (n. 1901)
- 1932 - Frantz Reichel, dirigente sportivo, giornalista e rugbista a 15 francese (n. 1871)
- 1932 - Léopold Zborowski, scrittore, poeta e mercante d'arte polacco (n. 1889)
- 1934 - William Donne, crickettista britannico (n. 1876)
- 1935 - Maria Karłowska, religiosa polacca (n. 1865)
- 1935 - Julius Friedrich Lehmann, editore tedesco (n. 1864)
- 1937 - Vehbi Dibra, teologo e politico albanese (n. 1867)
- 1937 - Bobby Dunn, attore statunitense (n. 1890)
- 1938 - Maurizio Ferrante Gonzaga, nobile e generale italiano (n. 1861)
- 1938 - Jørgen-Frantz Jacobsen, scrittore faroese (n. 1900)
- 1939 - Gwyn Nicholls, rugbista a 15 britannico (n. 1874)
- 1939 - Aldo Zucchi, militare italiano (n. 1907)
- 1940 - Édouard Branly, fisico francese (n. 1844)
- 1942 - Mathieu Cordang, ciclista su strada e pistard olandese (n. 1869)
- 1943 - Adolfo Gregoretti, marinaio e militare italiano (n. 1915)
- 1943 - George Hillyard, tennista britannico (n. 1864)
- 1944 - Ferdinando Agnini, partigiano e antifascista italiano (n. 1924)
- 1944 - Pilo Albertelli, partigiano italiano (n. 1907)
- 1944 - Lazzaro Anticoli, pugile e antifascista italiano (n. 1917)
- 1944 - Vito Artale, generale italiano (n. 1882)
- 1944 - Raffaele Aversa, ufficiale e partigiano italiano (n. 1906)
- 1944 - Antonio Ayroldi, ufficiale e partigiano italiano (n. 1906)
- 1944 - Manfredi Azzarita, militare e partigiano italiano (n. 1912)
- 1944 - Ugo Baglivo, avvocato, politico e antifascista italiano (n. 1910)
- 1944 - Donato Bendicenti, avvocato e partigiano italiano (n. 1907)
- 1944 - Armando Bussi, antifascista e partigiano italiano (n. 1896)
- 1944 - Gaetano Butera, decoratore, militare e partigiano italiano (n. 1924)
- 1944 - Ilario Canacci, partigiano italiano (n. 1927)
- 1944 - Emanuele Caracciolo, regista italiano (n. 1912)
- 1944 - Romualdo Chiesa, politico e partigiano italiano (n. 1922)
- 1944 - Alberto Cozzi, partigiano italiano (n. 1925)
- 1944 - Gerardo De Angelis, militare, sceneggiatore e partigiano italiano (n. 1894)
- 1944 - Ugo De Carolis, ufficiale e partigiano italiano (n. 1899)
- 1944 - Gavino De Lunas, cantautore e chitarrista italiano (n. 1895)
- 1944 - Gastone De Nicolò, partigiano italiano (n. 1925)
- 1944 - Aldo Eluisi, militare e partigiano italiano (n. 1898)
- 1944 - Alberto Fantacone, militare e partigiano italiano (n. 1916)
- 1944 - Dardano Fenulli, generale e partigiano italiano (n. 1889)
- 1944 - Aldo Finzi, militare, dirigente sportivo e politico italiano (n. 1891)
- 1944 - Genserico Fontana, militare italiano (n. 1918)
- 1944 - Gaetano Forte, partigiano italiano (n. 1919)
- 1944 - Giovanni Frignani, militare e partigiano italiano (n. 1897)
- 1944 - Manlio Gelsomini, velocista, militare e partigiano italiano (n. 1907)
- 1944 - Gioacchino Gesmundo, partigiano italiano (n. 1908)
- 1944 - Maurizio Giglio, militare, poliziotto e agente segreto italiano (n. 1920)
- 1944 - Calcedonio Giordano, militare italiano (n. 1916)
- 1944 - Aladino Govoni, militare e partigiano italiano (n. 1908)
- 1944 - Epimenio Liberi, partigiano italiano (n. 1920)
- 1944 - Giuseppe Lo Presti, militare e partigiano italiano (n. 1919)
- 1944 - Roberto Lordi, generale italiano (n. 1894)
- 1944 - Umberto Lusena, militare e partigiano italiano (n. 1904)
- 1944 - Mario Magri, militare e partigiano italiano (n. 1897)
- 1944 - Candido Manca, militare italiano (n. 1907)
- 1944 - Alberto Marchesi, antifascista italiano (n. 1900)
- 1944 - Sabato Martelli Castaldi, generale e partigiano italiano (n. 1896)
- 1944 - Placido Martini, avvocato italiano (n. 1879)
- 1944 - Luigi Mastrogiacomo, antifascista italiano (n. 1903)
- 1944 - Irene Minghini Cattaneo, mezzosoprano italiano (n. 1892)
- 1944 - Sisinnio Mocci, partigiano e antifascista italiano (n. 1903)
- 1944 - Giuseppe Cordero Lanza di Montezemolo, ufficiale italiano (n. 1901)
- 1944 - Orlando Orlandi Posti, antifascista e partigiano italiano (n. 1926)
- 1944 - Pietro Pappagallo, presbitero e antifascista italiano (n. 1888)
- 1944 - Francesco Pepicelli, militare e partigiano italiano (n. 1906)
- 1944 - Enrico Pocognoni, presbitero, partigiano e antifascista italiano (n. 1912)
- 1944 - Egidio Renzi, operaio, partigiano e antifascista italiano (n. 1900)
- 1944 - Augusto Renzini, militare italiano (n. 1898)
- 1944 - Bruno Rodella, militare e antifascista italiano (n. 1917)
- 1944 - Romeo Rodriguez Pereira, militare italiano (n. 1918)
- 1944 - Gerardo Sergi, militare italiano (n. 1917)
- 1944 - Simone Simoni, generale italiano (n. 1880)
- 1944 - Nicola Ugo Stame, partigiano e tenore italiano (n. 1908)
- 1944 - Manfredi Talamo, militare italiano (n. 1895)
- 1944 - Józef e Wiktoria Ulma, polacco (n. 1900)
- 1944 - Salvatore Valerio, partigiano italiano (n. 1907)
- 1944 - Renato Villoresi, militare e partigiano italiano (n. 1917)
- 1944 - Orde Charles Wingate, generale britannico (n. 1903)
- 1944 - Carlo Zaccagnini, partigiano e avvocato italiano (n. 1913)
- 1944 - Ilario Zambelli, militare e partigiano italiano (n. 1909)
- 1944 - Filippo de Grenet, militare e diplomatico italiano (n. 1904)
- 1945 - Wolfgang Birkner, militare tedesco (n. 1913)
- 1945 - Giacomo Cappellini, partigiano italiano (n. 1909)
- 1945 - Andrea Giovanni Micheletti, partigiano italiano (n. 1924)
- 1945 - Giuseppe Nembrini, militare italiano (n. 1921)
- 1945 - Werner Pötschke, militare tedesco (n. 1914)
- 1945 - Frank Percy Smith, naturalista, regista e fotografo inglese (n. 1880)
- 1946 - Aleksandr Alechin, scacchista russo (n. 1892)
- 1946 - Zorka Janů, attrice cecoslovacca (n. 1921)
- 1946 - Carl Schuhmann, ginnasta, lottatore e sollevatore tedesco (n. 1869)
- 1946 - Barbu Știrbey, politico rumeno (n. 1872)
- 1948 - Nikolaj Aleksandrovič Berdjaev, filosofo e scrittore russo (n. 1874)
- 1948 - Giovanni Cuomo, politico e avvocato italiano (n. 1874)
- 1948 - Sigrid Hjertén, pittrice svedese (n. 1885)
- 1948 - Robert Bruce Horsfall, illustratore statunitense (n. 1869)
- 1948 - Paolo Thaon di Revel, ammiraglio, politico e nobile italiano (n. 1859)
- 1949 - Giuseppe Foti, poeta italiano (n. 1879)
- 1949 - Rocco Jemma, medico italiano (n. 1866)
- 1950 - Maria Barbella, assassina italiana (n. 1868)
- 1950 - Agostino Bassino, avvocato e politico italiano (n. 1874)
- 1950 - Piero Gribaudi, geografo e economista italiano (n. 1874)
- 1950 - Harold Laski, politico e politologo inglese (n. 1893)
- 1951 - Lorna Hodgkinson, educatrice e psicologa australiana (n. 1887)
- 1952 - Kurt Mälzer, generale e criminale di guerra tedesco (n. 1894)
- 1952 - Antonio Pietrantoni, geologo italiano (n. 1874)
- 1952 - José Enrique Varela, generale e politico spagnolo (n. 1891)
- 1953 - Paul Couturier, presbitero francese (n. 1881)
- 1953 - Maria di Teck, regina (n. 1867)
- 1954 - Thành Thái, imperatore vietnamita (n. 1879)
- 1955 - John W. Davis, politico statunitense (n. 1873)
- 1955 - Otto Geßler, politico tedesco (n. 1875)
- 1955 - Fabio Massimo Scala, militare italiano (n. 1876)
- 1955 - Kaspar Waldis, calciatore svizzero (n. 1900)
- 1956 - Edmund Taylor Whittaker, matematico britannico (n. 1873)
- 1957 - Giuseppe Rossi, militare e imprenditore italiano (n. 1881)
- 1958 - Carles Cardó, presbitero, scrittore e poeta spagnolo (n. 1884)
- 1959 - Carlo Hopf, calciatore svizzero (n. 1887)
- 1961 - H. C. Bailey, scrittore inglese (n. 1878)
- 1961 - Matthew Albert Hunter, ingegnere neozelandese (n. 1878)
- 1962 - Giovanna Caleffi, anarchica italiana (n. 1897)
- 1962 - Camillo Galizzi, ingegnere italiano (n. 1880)
- 1962 - Carlo Innocenzi, musicista e compositore italiano (n. 1899)
- 1962 - Auguste Piccard, fisico e esploratore svizzero (n. 1884)
- 1963 - Franz Böheim, attore austriaco (n. 1909)
- 1963 - Sydney Gibbes, docente inglese (n. 1876)
- 1963 - Arne Møller, calciatore norvegese (n. 1904)
- 1964 - Villem Kapp, compositore, organista e docente estone (n. 1913)
- 1964 - Humberto Recanatini, calciatore argentino (n. 1898)
- 1964 - Florence Rockwell, attrice statunitense (n. 1887)
- 1966 - Frederick Foley, medico statunitense (n. 1891)
- 1966 - Virginia Hill, mafiosa statunitense (n. 1916)
- 1966 - Vendelín Javorka, presbitero slovacco (n. 1882)
- 1967 - Francesco Bracci, cardinale e arcivescovo cattolico italiano (n. 1879)
- 1968 - Arnaldo Foschini, architetto italiano (n. 1884)
- 1968 - Aage Frandsen, ginnasta danese (n. 1890)
- 1968 - Alice Guy, regista e produttrice cinematografica francese (n. 1873)
- 1968 - Vincenzo Scaramuzza, pianista, compositore e insegnante italiano (n. 1885)
- 1968 - Cesare Vico Lodovici, commediografo, scrittore e traduttore italiano (n. 1885)
- 1969 - Renato Cesarini, calciatore e allenatore di calcio italiano (n. 1906)
- 1970 - Margareta Petrovna Froman, ballerina, coreografa e insegnante russa (n. 1896)
- 1970 - János Hungler, calciatore e allenatore di calcio ungherese (n. 1900)
- 1971 - Arne Jacobsen, architetto e designer danese (n. 1902)
- 1971 - Yasui Kono, biologa, biochimica e botanica giapponese (n. 1880)
- 1971 - Uberto Salvatore d'Asburgo-Lorena, nobile austriaco (n. 1894)
- 1972 - Stefano Cairola, gallerista, mercante d'arte e critico d'arte italiano (n. 1897)
- 1972 - Milko Kos, storico sloveno (n. 1892)
- 1974 - Hristo Iliev, calciatore bulgaro (n. 1936)
- 1974 - Alan Jackson, pistard britannico (n. 1933)
- 1974 - Raffaele Terranova, politico italiano (n. 1898)
- 1975 - Wim Hendriks, calciatore olandese (n. 1930)
- 1975 - Willie Ritchie, pugile statunitense (n. 1891)
- 1976 - Luis Miró Quesada de la Guerra, politico, diplomatico e giornalista peruviano (n. 1880)
- 1976 - Bernard Law Montgomery, generale britannico (n. 1887)
- 1976 - E. H. Shepard, artista e illustratore britannico (n. 1879)
- 1976 - Hans Sohnle, direttore artistico tedesco (n. 1895)
- 1976 - Salvatore Toscano, politico italiano (n. 1938)
- 1976 - Maria Zamboni, soprano italiano (n. 1891)
- 1977 - Guido Galletti, scultore italiano (n. 1893)
- 1977 - Maksim Zacharovič Saburov, politico, ingegnere e economista sovietico (n. 1900)
- 1978 - André Lallemand, astronomo francese (n. 1904)
- 1978 - Giambattista Vicari, giornalista, scrittore e editore italiano (n. 1909)
- 1979 - Vittorio Bonadè Bottino, architetto italiano (n. 1889)
- 1979 - Anton Heiller, organista, compositore e direttore d'orchestra austriaco (n. 1923)
- 1979 - Yvonne Mitchell, attrice britannica (n. 1915)
- 1980 - Max David, giornalista italiano (n. 1908)
- 1980 - Ernst John von Freyend, militare tedesco (n. 1909)
- 1980 - Robert Martin, direttore della fotografia statunitense (n. 1891)
- 1980 - Bortolo Manlio Pat, politico italiano (n. 1905)
- 1980 - Óscar Romero, arcivescovo cattolico salvadoregno (n. 1917)
- 1980 - Elisabeth Wendt, attrice tedesca (n. 1906)
- 1981 - Ermanno Englaro, allenatore di calcio e calciatore italiano (n. 1919)
- 1981 - Francesco Papa, calciatore italiano (n. 1895)
- 1981 - Mino Pretti, politico italiano (n. 1904)
- 1981 - Roberto Rolla, calciatore italiano (n. 1941)
- 1982 - Ken Harris, animatore e regista statunitense (n. 1898)
- 1983 - Adrian Boult, direttore d'orchestra inglese (n. 1889)
- 1983 - Igino Eugenio Cardinale, arcivescovo cattolico italiano (n. 1916)
- 1983 - Adriana Ivancich, nobile italiana (n. 1930)
- 1984 - Lilla Brignone, attrice e doppiatrice italiana (n. 1913)
- 1984 - Manuel Fleitas Solich, allenatore di calcio e calciatore paraguaiano (n. 1900)
- 1984 - Sam Jaffe, attore statunitense (n. 1891)
- 1985 - Dick Kinney, sceneggiatore e fumettista statunitense (n. 1917)
- 1985 - George London, basso-baritono canadese (n. 1920)
- 1985 - José Luis Munguía, calciatore salvadoregno (n. 1959)
- 1985 - Francesco Olivucci, pittore e incisore italiano (n. 1899)
- 1985 - Raoul Ubac, fotografo, pittore e incisore belga (n. 1910)
- 1986 - Jean Tourane, regista francese (n. 1919)
- 1986 - Francesco Bruno, botanico italiano (n. 1897)
- 1986 - Jože Kuralt, sciatore alpino jugoslavo (n. 1957)
- 1986 - Edmond Leclère, cestista francese (n. 1912)
- 1986 - Michele I del Montenegro, re montenegrino (n. 1908)
- 1986 - Ernest Rogez, pallanuotista francese (n. 1908)
- 1987 - Umberto Bosco, critico letterario, storico della letteratura e italianista italiano (n. 1900)
- 1987 - Vicente Calderón Pérez-Cavada, imprenditore, banchiere e dirigente sportivo spagnolo (n. 1913)
- 1987 - Orsola Rivata, religiosa italiana (n. 1897)
- 1988 - Davide Lanzoni, rugbista a 15, allenatore di rugby a 15 e dirigente sportivo italiano (n. 1915)
- 1988 - Salvatore Papale, dirigente pubblico e politico italiano
- 1989 - Renzo Avanzo, sceneggiatore, produttore cinematografico e attore italiano (n. 1911)
- 1990 - Tanți Cocea, attrice rumena (n. 1909)
- 1990 - Alice Sapritch, attrice francese (n. 1916)
- 1990 - Gabriele Sartori, religioso e militare italiano (n. 1901)
- 1991 - Gaetano Di Maio, commediografo e poeta italiano (n. 1927)
- 1991 - John Kerr, avvocato e politico australiano (n. 1914)
- 1993 - John Hersey, giornalista e scrittore statunitense (n. 1914)
- 1993 - Vittorino Morselli, partigiano, avvocato e politico italiano (n. 1918)
- 1993 - Mike O'Neill, cestista statunitense (n. 1928)
- 1994 - Gino Donati, pittore italiano (n. 1910)
- 1994 - John Lawrence May, arcivescovo cattolico statunitense (n. 1922)
- 1994 - Ladislav Mňačko, scrittore, poeta e drammaturgo slovacco (n. 1919)
- 1995 - Joseph Needham, storico della scienza, biochimico e sinologo britannico (n. 1900)
- 1995 - Carlo Pavesi, schermidore italiano (n. 1923)
- 1996 - Marvin H. Albert, scrittore e sceneggiatore statunitense (n. 1924)
- 1996 - Lola Beltrán, cantante e attrice messicana (n. 1932)
- 1996 - Idilio Cei, allenatore di calcio e calciatore italiano (n. 1937)
- 1996 - Gualtiero Driussi, sindacalista e politico italiano (n. 1920)
- 1996 - Jean-Claude Piumi, calciatore francese (n. 1940)
- 1996 - Spartaco Schergat, marinaio italiano (n. 1920)
- 1997 - Martin Caidin, scrittore e sceneggiatore statunitense (n. 1927)
- 1997 - Giorgio Granata, calciatore italiano (n. 1924)
- 1998 - Armando Belletti, calciatore italiano (n. 1914)
- 1998 - Antenore Marmiroli, allenatore di calcio e calciatore italiano (n. 1919)
- 1998 - António Ribeiro, cardinale e patriarca cattolico portoghese (n. 1928)
- 1999 - Elio Gabbuggiani, politico e partigiano italiano (n. 1925)
- 1999 - Gertrud Scholtz-Klink, politica tedesca (n. 1902)
- 1999 - Pierlucio Tinazzi, operaio italiano (n. 1962)
- 2000 - Bert Duncanson, hockeista su ghiaccio canadese (n. 1911)
- 2000 - George Kirby, allenatore di calcio e calciatore inglese (n. 1933)
- 2000 - Kazuo Komatsubara, animatore e character designer giapponese (n. 1943)
- 2000 - Carlo Tuzii, regista, sceneggiatore e produttore televisivo italiano (n. 1931)

## XXI secolo(151)
- 2001 - Alessandro Maria Gottardi, arcivescovo cattolico italiano (n. 1912)
- 2001 - N. G. L. Hammond, storico e topografo britannico (n. 1907)
- 2001 - Tambi Larsen, scenografo danese (n. 1914)
- 2001 - Corrado Maltese, storico dell'arte italiano (n. 1921)
- 2001 - Birgit Åkesson, ballerina e coreografa svedese (n. 1908)
- 2002 - Dorothy DeLay, violinista e docente statunitense (n. 1917)
- 2002 - Wilson Fonseca, direttore d'orchestra, compositore e scrittore brasiliano (n. 1912)
- 2002 - César Milstein, biochimico argentino (n. 1927)
- 2002 - Wayne Molis, cestista statunitense (n. 1943)
- 2002 - Valentino Ongaro, presbitero e compositore italiano (n. 1912)
- 2003 - Hans Hermann Groër, cardinale, arcivescovo cattolico e abate austriaco (n. 1919)
- 2003 - Viktor Fëdorovič Karpuchin, agente segreto sovietico (n. 1947)
- 2003 - Evgenij Klevcov, ciclista su strada sovietico (n. 1929)
- 2003 - Zdzisław Krzyszkowiak, siepista e mezzofondista polacco (n. 1929)
- 2003 - Del Loranger, cestista statunitense (n. 1920)
- 2003 - Renato Pierani, calciatore italiano (n. 1920)
- 2003 - Paolo Battino Vittorelli, giornalista, politico e scrittore italiano (n. 1915)
- 2003 - Brandi Wells, cantante statunitense (n. 1955)
- 2004 - Hartney J. Arthur, attore e regista australiano (n. 1917)
- 2004 - Franco Bortolani, politico italiano (n. 1921)
- 2004 - Alessandra Galante Garrone, attrice teatrale e danzatrice italiana (n. 1945)
- 2004 - Augustin Jordan, militare e ambasciatore francese (n. 1910)
- 2004 - Bernhard Termath, calciatore e allenatore di calcio tedesco (n. 1928)
- 2004 - Teodor Jur'evič Vul'fovič, regista sovietico (n. 1923)
- 2005 - Maria Bonino, pediatra italiana (n. 1953)
- 2005 - Shelley Mann, nuotatrice statunitense (n. 1937)
- 2006 - John Glenn Beall Jr., politico statunitense (n. 1927)
- 2006 - Robert Carson, numismatico britannico (n. 1918)
- 2006 - Paolo Cavezzali, politico e sindacalista italiano (n. 1918)
- 2006 - Ion Munteanu, calciatore romeno (n. 1955)
- 2006 - Domenico Portera, storico e saggista italiano (n. 1932)
- 2007 - Marshall Rogers, fumettista e illustratore statunitense (n. 1950)
- 2007 - Florentine Rost van Tonningen, olandese (n. 1914)
- 2008 - Neil Aspinall, manager e produttore discografico britannico (n. 1941)
- 2008 - Rafael Azcona, sceneggiatore spagnolo (n. 1926)
- 2008 - Raul Donazar Calvet, calciatore brasiliano (n. 1934)
- 2008 - Boris Dvornik, attore croato (n. 1939)
- 2008 - John E. Herlitz, designer statunitense (n. 1942)
- 2008 - Arthur V. Peterson, militare statunitense (n. 1912)
- 2008 - Dina Sassoli, attrice italiana (n. 1920)
- 2008 - Guerino Siligardi, calciatore italiano (n. 1924)
- 2008 - Richard Widmark, attore statunitense (n. 1914)
- 2009 - Heinz von Cramer, scrittore, regista e sceneggiatore tedesco (n. 1924)
- 2009 - George Kell, giocatore di baseball statunitense (n. 1922)
- 2009 - Hans Klenk, pilota automobilistico tedesco (n. 1919)
- 2009 - Luigino Scricciolo, giornalista, politico e sindacalista italiano (n. 1948)
- 2009 - Igor' Stel'nov, hockeista su ghiaccio e allenatore di hockey su ghiaccio sovietico (n. 1963)
- 2010 - Robert Culp, attore, sceneggiatore e regista statunitense (n. 1930)
- 2010 - Umberto Emo Capodilista, politico italiano (n. 1927)
- 2010 - Cristina Hurtado, cestista messicana (n. 1923)
- 2010 - Colleen Kay Hutchins, modella statunitense (n. 1926)
- 2010 - Ron Legg, cestista britannico (n. 1928)
- 2010 - George Luke, calciatore inglese (n. 1933)
- 2010 - Erdal Merdan, attore e drammaturgo tedesco (n. 1949)
- 2011 - Hernán Carvallo, calciatore cileno (n. 1922)
- 2011 - Bertus van Ellinkhuizen, pittore e incisore olandese (n. 1939)
- 2011 - Julijan Gbur, vescovo cattolico ucraino (n. 1942)
- 2011 - Bob Knights, pallanuotista britannico (n. 1931)
- 2011 - Lanford Wilson, drammaturgo statunitense (n. 1937)
- 2012 - Vigor Bovolenta, pallavolista italiano (n. 1974)
- 2012 - Jorge Maldonado, calciatore argentino (n. 1929)
- 2012 - Marion Marlowe, attrice statunitense (n. 1929)
- 2012 - Edward Henryk Materski, vescovo cattolico polacco (n. 1923)
- 2012 - Draff Young, allenatore di pallacanestro statunitense (n. 1942)
- 2013 - Mariana Drăgescu, aviatrice romena (n. 1912)
- 2013 - Michele Pazienza, politico e avvocato italiano (n. 1928)
- 2013 - Paolo Ponzo, dirigente sportivo e calciatore italiano (n. 1972)
- 2014 - Giuseppe Agostino, arcivescovo cattolico italiano (n. 1928)
- 2014 - Walter Barni, partigiano e sindacalista italiano (n. 1922)
- 2014 - Gaetano Berretta, politico italiano (n. 1921)
- 2014 - Geoff Bradford, chitarrista e cantante britannico (n. 1934)
- 2014 - William R. Stoeger, astronomo e teologo statunitense (n. 1943)
- 2014 - Rodney Wilkes, sollevatore trinidadiano (n. 1925)
- 2015 - Nico Baracchi, skeletonista e bobbista svizzero (n. 1957)
- 2015 - Oleg Bryjak, baritono kazako (n. 1960)
- 2015 - Allan Charleston, pallanuotista australiano (n. 1934)
- 2015 - Scott Clendenin, bassista statunitense (n. 1968)
- 2015 - Roger Mayer, produttore cinematografico statunitense (n. 1926)
- 2015 - Maria Radner, contralto tedesco (n. 1981)
- 2016 - Maggie Blye, attrice statunitense (n. 1942)
- 2016 - Roger Cicero, cantante tedesco (n. 1970)
- 2016 - Johan Cruijff, calciatore, allenatore di calcio e dirigente sportivo olandese (n. 1947)
- 2016 - Mae-Wan Ho, genetista cinese (n. 1941)
- 2016 - Giannīs Kanakīs, calciatore greco (n. 1927)
- 2016 - Andrea Milardi, dirigente sportivo e allenatore di atletica leggera italiano (n. 1945)
- 2016 - Serge Panizza, schermidore francese (n. 1942)
- 2016 - Garry Shandling, comico, cabarettista e attore statunitense (n. 1949)
- 2017 - Ivan Abadžiev, sollevatore bulgaro (n. 1932)
- 2017 - Mario Almerighi, magistrato e scrittore italiano (n. 1939)
- 2017 - Hubert Hammerer, tiratore a segno austriaco (n. 1925)
- 2017 - Paloma Gómez Borrero, giornalista e scrittrice spagnola (n. 1934)
- 2017 - Leo Peelen, pistard olandese (n. 1968)
- 2017 - Barbara Robertson, cestista, allenatrice di pallacanestro e pallavolista canadese (n. 1941)
- 2017 - Wolfgang Solz, calciatore tedesco (n. 1940)
- 2017 - Avo Uvezian, musicista e imprenditore armeno (n. 1926)
- 2017 - Giacomo Vaciago, economista e politico italiano (n. 1942)
- 2018 - José Antonio Abreu, musicista, attivista e politico venezuelano (n. 1939)
- 2018 - Lys Assia, cantante svizzera (n. 1924)
- 2018 - Rim Banna, cantautrice, musicista e attivista palestinese (n. 1966)
- 2018 - Arnaud Beltrame, militare francese (n. 1973)
- 2018 - Hidetoshi Nagasawa, performance artist, scultore e architetto giapponese (n. 1940)
- 2018 - Marco Solfrini, cestista e dirigente sportivo italiano (n. 1958)
- 2019 - Larry Cohen, regista, sceneggiatore e produttore cinematografico statunitense (n. 1936)
- 2019 - Nancy Gates, attrice statunitense (n. 1926)
- 2019 - Joseph Pilato, attore statunitense (n. 1949)
- 2020 - Lorenzo Acquarone, avvocato, giurista e politico italiano (n. 1931)
- 2020 - Joe Amoruso, pianista italiano (n. 1960)
- 2020 - Jorge Antequera, arbitro di calcio boliviano (n. 1944)
- 2020 - Hamilton Bohannon, batterista, compositore e produttore discografico statunitense (n. 1942)
- 2020 - Liana Bortolon, critica d'arte e giornalista italiana (n. 1923)
- 2020 - Pierluigi Consonni, calciatore italiano (n. 1949)
- 2020 - Giuseppe Covre, politico italiano (n. 1950)
- 2020 - Detto Mariano, compositore, arrangiatore e paroliere italiano (n. 1937)
- 2020 - Manu Dibango, compositore, polistrumentista e cantante camerunese (n. 1933)
- 2020 - John Eriksson, calciatore e allenatore di calcio svedese (n. 1929)
- 2020 - Stuart Gordon, regista, sceneggiatore e produttore cinematografico statunitense (n. 1947)
- 2020 - Donatien Laurent, linguista e etnomusicologo francese (n. 1935)
- 2020 - Terrence McNally, drammaturgo, librettista e sceneggiatore statunitense (n. 1938)
- 2020 - Bill Rieflin, batterista e tastierista statunitense (n. 1960)
- 2020 - Tony Rutter, pilota motociclistico britannico (n. 1941)
- 2020 - Gerard Schurmann, compositore e direttore d'orchestra olandese (n. 1924)
- 2020 - Albert Uderzo, fumettista francese (n. 1927)
- 2020 - Lillo Venezia, giornalista italiano (n. 1950)
- 2021 - Salvatore Camilleri, scrittore, poeta e traduttore italiano (n. 1921)
- 2021 - Enrique Chazarreta, calciatore argentino (n. 1947)
- 2021 - Luigi Davì, scrittore e funzionario italiano (n. 1929)
- 2021 - MuMs da Schemer, poeta e attore statunitense (n. 1968)
- 2021 - Toshihiko Koga, judoka giapponese (n. 1967)
- 2021 - Ezra Ted Newman, fisico statunitense (n. 1929)
- 2021 - Kunie Tanaka, attore giapponese (n. 1932)
- 2021 - Jessica Walter, attrice e doppiatrice statunitense (n. 1941)
- 2021 - Aécio de Borba, allenatore di calcio a 5, dirigente sportivo e politico brasiliano (n. 1931)
- 2022 - Kirk Baptiste, velocista statunitense (n. 1963)
- 2022 - Paul de Casteljau, fisico, matematico e ingegnere francese (n. 1930)
- 2022 - John McLeod, compositore britannico (n. 1934)
- 2022 - Carlo Mario Nardinocchi, politico italiano (n. 1932)
- 2023 - Walter Kintsch, psicologo statunitense (n. 1932)
- 2023 - Gordon Moore, imprenditore e informatico statunitense (n. 1929)
- 2023 - Pradeep Sarkar, regista, sceneggiatore e produttore cinematografico indiano (n. 1955)
- 2023 - Renso Zwiers, cestista olandese (n. 1955)
- 2024 - George Abbey, ingegnere e aviatore statunitense (n. 1932)
- 2024 - Peter Eötvös, compositore e direttore d'orchestra ungherese (n. 1944)
- 2024 - Tina Gloriani, attrice, scultrice e pittrice italiana (n. 1935)
- 2024 - Paolo Inzerilli, generale italiano (n. 1933)
- 2024 - Sarawut Pathipakornchai, calciatore thailandese (n. 1950)
- 2024 - Marjorie Perloff, critica letteraria e anglista austriaca (n. 1931)
- 2024 - Violetta Quesada, velocista cubana (n. 1947)
- 2024 - Afonso Rodrigues da Silva, cestista angolano (n. 1974)
- 2025 - Salvatore Abbruzzese, politico italiano (n. 1950)
- 2025 - Vittorio Casale, storico dell'arte e critico d'arte italiano (n. 1938)
- 2025 - Örjan Widén, cestista svedese (n. 1930)